# 山梨岡神社
山梨岡神社（やまなしおかじんじゃ）は、山梨県笛吹市春日居町鎮目（しずめ）にある神社である。式内社の「山梨岡神社」に比定されている旧郷社。
甲府盆地北縁、笛吹川支流の平等川右岸に位置し、社地は大蔵経寺山の東南麓、大蔵経寺山山頂から東に張り出した尾根筋の御室山（みむろやま）の東麓に立地し、東面して鎮座する。

## 社名
近世以降、「日光権現」や「山梨権現」、「山梨明神」と呼ばれて来たが、明治元年（1868年）に現社名「山梨岡神社」に改称した。

## 祭神
祭神として、大山祇神（おおやまつみのかみ）、高龗神（たかおかみのかみ）、別雷神（わけいかずちのかみ）の3柱を祀る。社伝では当初から3柱の神を祀ったというが、『延喜式神名帳』に従えば国家祭祀の対象とされたのは1柱のみである。

## 由緒

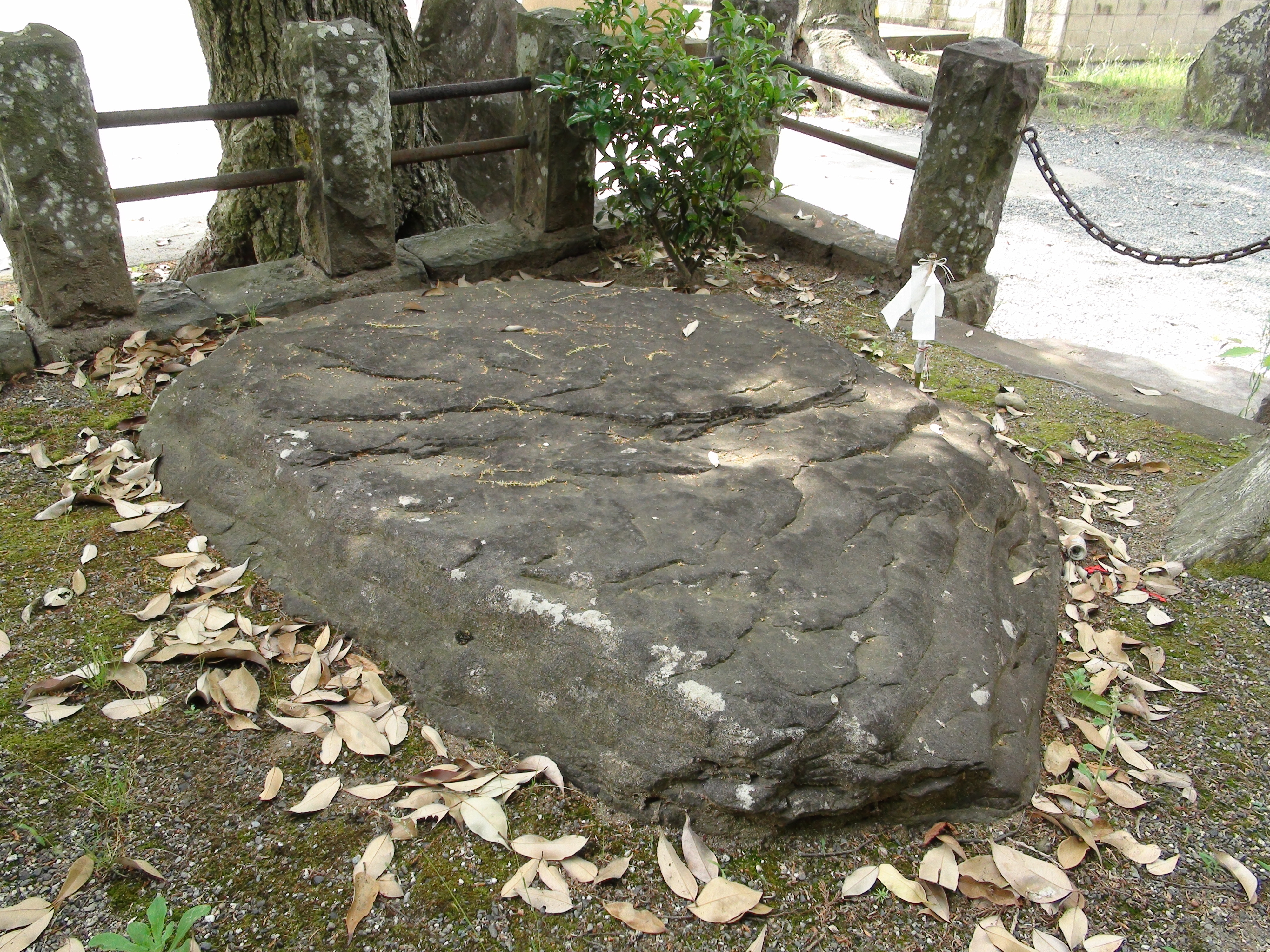
郡石（2010年6月撮影）

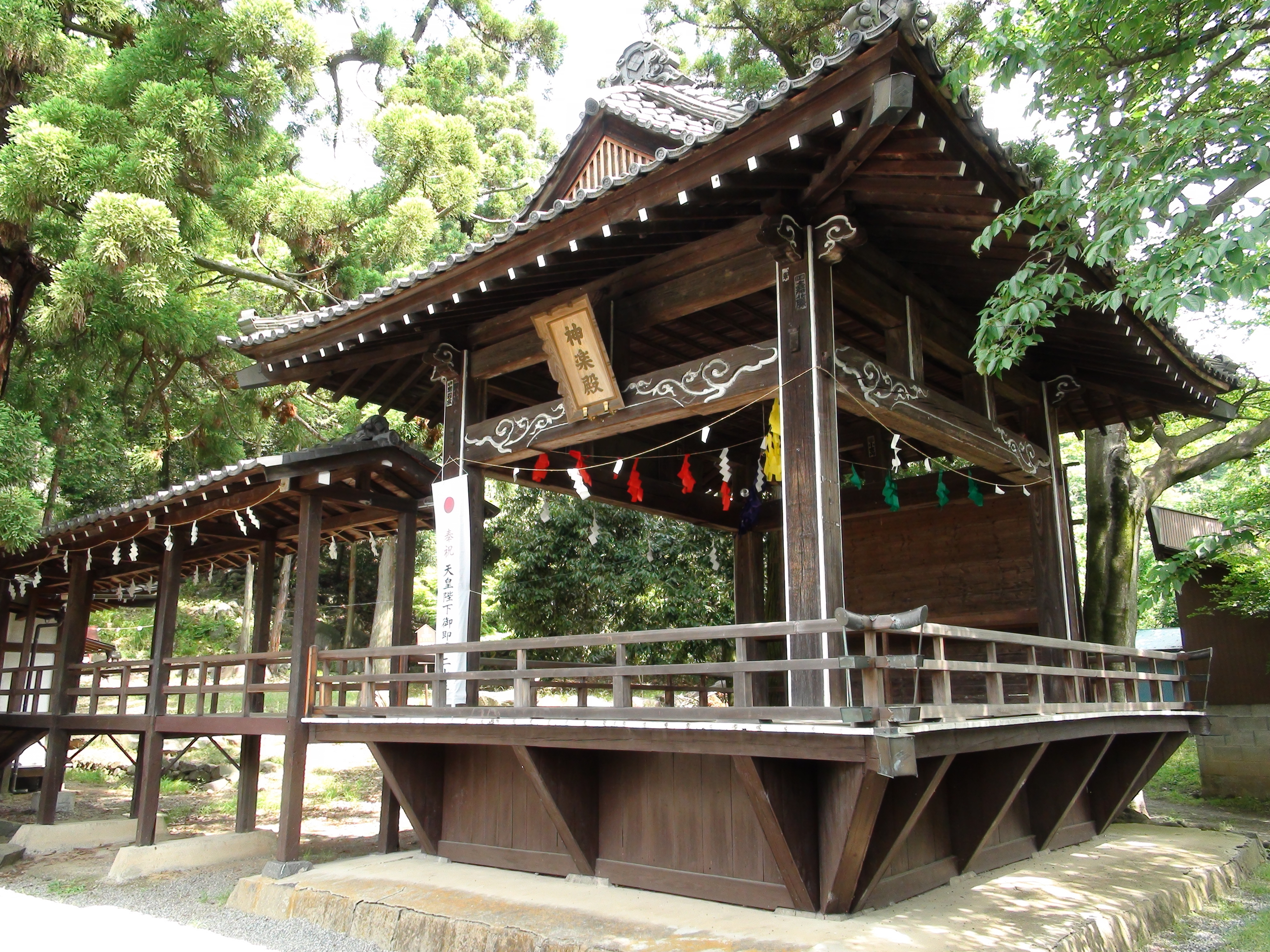
神楽殿（2010年6月撮影）

発祥は御室山を神体とする古い信仰に遡ると考えられているが、「御室山」の山名は大和国の「御諸山（みもろやま）」（三輪山のこと）に同じく、「神霊の籠もる山」を意味するものと推測されている。なお、文化11年（1814年）の『甲斐国志』（以下『国志』と略記）に、かつて御室山は国に異変のある際に、その前兆として鳴動したという記載がある。
社伝によれば、崇神天皇の時代、疫病が蔓延したため勅命によって日光山高千穂の峰（当神社背後の御室山と見られている）に3柱の祭神を祀って近郷の鎮守とし、成務天皇の時代に郡境を定めるにあたり、山麓の現社地にあった梨の木数株を伐採して遷座、鎮座地を「甲斐嶺（かいがね）山梨岡」と名付けたという。現在も境内には郡境の標示石であったと伝える「郡石（こおりいし）」があるが、鎮目の地は令制下の甲斐国山梨郡山梨郷に比定されるので、この社伝に従えば、当時の郡名の、そして現在の県名の発祥の神社ということになる。
古代甲斐国の山梨郡域にあたる春日居地域には古墳時代後期から古代に至る後期古墳や渡来人墓制であると考えられている積石塚などの考古遺跡が分布し、甲斐4郡（山梨・八代・巨麻・都留郡）の成立後には甲斐の初期国府や山梨郡の郡家の所在地であったと考えられており、周辺には奈良・平安時代の集落遺跡や古代豪族の氏寺であると考えられている寺本廃寺（寺本古代寺院）など官衙施設も分布している。また、『延喜式神名帳』に記されている甲斐国の式内社は20社であるが、およそ半数の9社は山梨郡に所在した。更に、鎮座地の東方に残る「国府（こう）」という地名（笛吹市春日居町国府）は、甲斐国の初期の国府の所在地とも目されており、能因法師に「甲斐が嶺（ね）に咲きにけらしな足引きのやまなしの岡の山奈しの花」（『夫木集』）と詠まれたのは当神社一帯の景色で、当神社が国府に近いことから古来有名であったためとも見られている。
社伝によれば、戦国時代には甲斐源氏の棟梁である武田氏が毎年9月に参拝のための使者を差遣したといい、慶応4年（1868年）に編纂された『甲斐国社記・寺記』（以下『社記』と記す）にも、武田軍出陣のたびに躑躅ヶ崎館の氏神として社参が行われて各種の奉納があったと同氏からの崇敬を受けたことを伝えるが、戦国末の天正年間の初め頃（16世紀後葉）に同氏が衰退すると、社職をめぐって橋立明神（現・笛吹市一宮町橋立鎮座の甲斐奈神社）と争論が生じ、橋立明神の祢宜によって当神社の藤兵衛という祢宜がその職から追放され、同神社の傘下とされた。当時の橋立明神は、その祭礼に際して笛吹川以東の神社の社人が参集するなど、「甲斐国の親神」としての地位を誇る勢力を有し（『国志』）、その権威を背景に当神社を支配下に収めようとしたものと見られているが、天正10年（1582年）の本能寺の変の後、甲斐国が北条氏直と徳川家康の争奪の場となると橋立明神の社家衆は北条方に与し、北条軍が徳川軍に敗北すると社家衆も殲滅されて権威が失墜、同年10月には徳川氏によって藤兵衛に祢宜職の地位が返還され、橋立明神の支配を脱している。『社記』によれば、天正11年4月18日に家康から神領とされていた鎮目、小松、山崎、国衙などの諸郷 から計4貫803文が安堵され、同時に摂社である四阿山（あづまやさん）権現（吾妻屋（あづまや）宮）の神領も「四阿山領」として安堵された。これらは同17年の伊奈忠次の5ヶ国惣検地によっても確認、整備されているが、忠次からは同年11月23日に黒印地も安堵されている（『国志』）。
江戸時代に入ると、慶安元年（1648年）8月に8石余りが朱印地として安堵されるとともに、山林竹木などの諸役免除が認められ、9月には四阿山にも朱印地と山林竹木などの諸役免除が認められたが、これら朱印地などは、以後歴代の将軍によっても踏襲されている。
明治5年（1872年）に郷社に列した。

## 神事

太々神楽より天の岩戸の舞（2011年4月4日撮影）

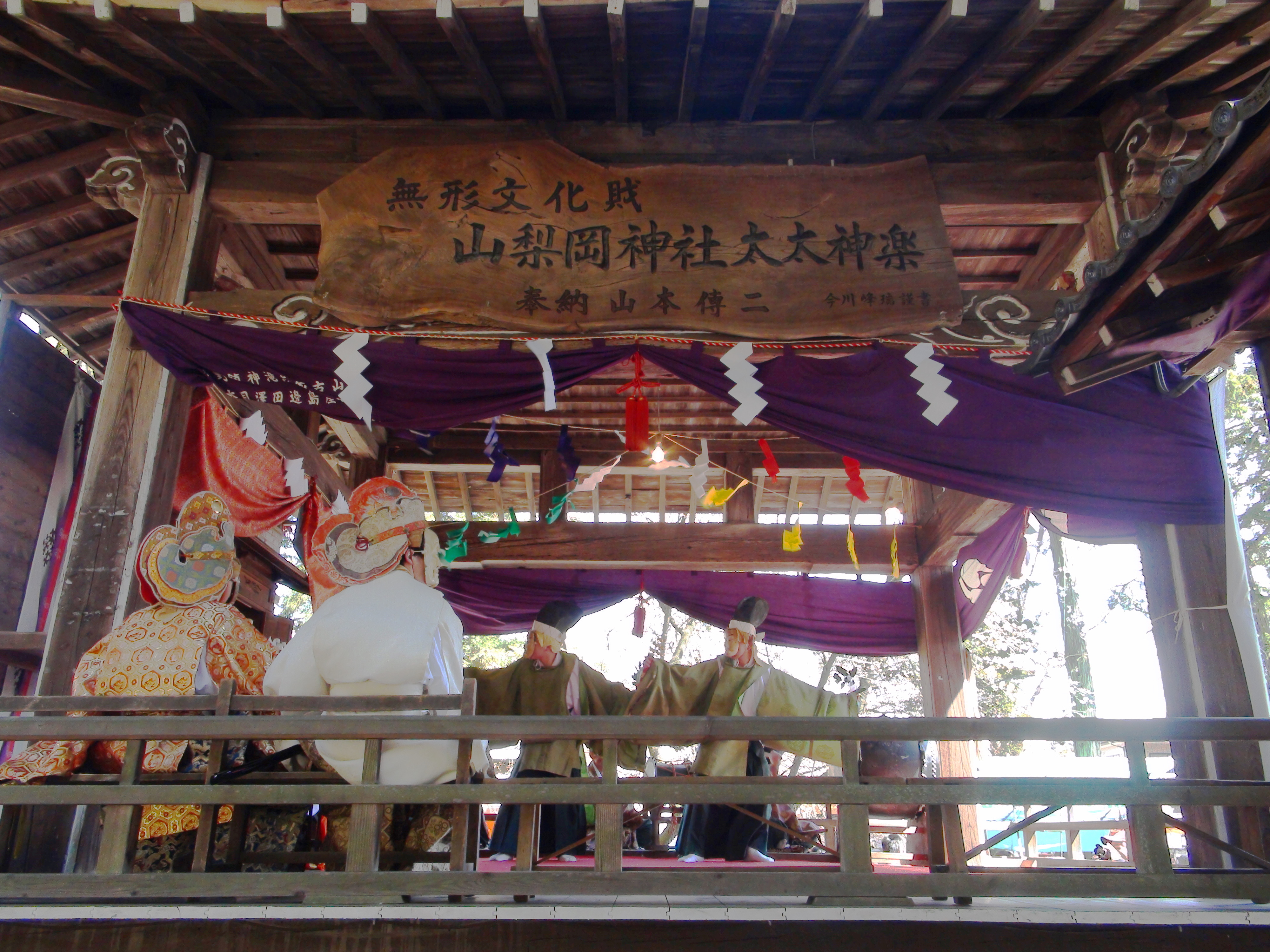
太々神楽より天の岩戸の舞（2011年4月4日撮影）

春秋2季の祭礼があり、『社記』によれば、かつては3月と11月の初午の日に旧社地である御室山へ神輿の渡御が行われたという。現在は4月4日と10月15日に例祭が斎行される。
春の例大祭で昼夜2日間にわたって太々神楽が奉納される（4月4・5日）。「武田信玄出陣の神楽」とも呼ばれるが、社伝によると、これは武田軍が出陣に際し、戦勝祈願のために奉納したためであるという。舞い手を「舞子」と称し、かつては神職がこれを勤めたが、後に氏子中から選出して現在まで継承されており、囃子は太鼓、羯鼓、笛の3種の楽器で奏される。なお、『社記』にはこの神楽の起源を延宝3年（1675年）と記すが、これは春の祭礼での奉納が定着した時代であると見られている。1967年（昭和42年）8月7日に山梨県の無形民俗文化財に指定された。
天の岩戸の故事を中心に記紀神話の世界を表現した、いわゆる出雲神楽の系統に属する24種の舞が伝わるが、曲目や構成（順序）は古来から変わらないといい、「四方舞」や「斎場の舞」といった神楽を奉納する場所を清める舞に始まり、正午に中心である「天の岩戸の舞」を奉納、最後に大山祇神が登場する「大山祇命の舞」で舞い納めることになっている。舞子は基本的に男性であるが、第8曲の「天鈿女命の舞」と第19曲の「薙刀両剣の舞」のみ直面（ひためん）の少女が舞い、終曲の「大山祇命の舞」は当神社の祭神（大山祇神）を演じるものであるため、舞子長（まいこちょう。舞子の筆頭）が舞う定めとなっている。また、第20曲目の「四剣の舞」は4人が剣と鈴を採物として舞うものであるが、久米舞に因んだものであるために、「久米舞」とも別称されている。

## 夔ノ神

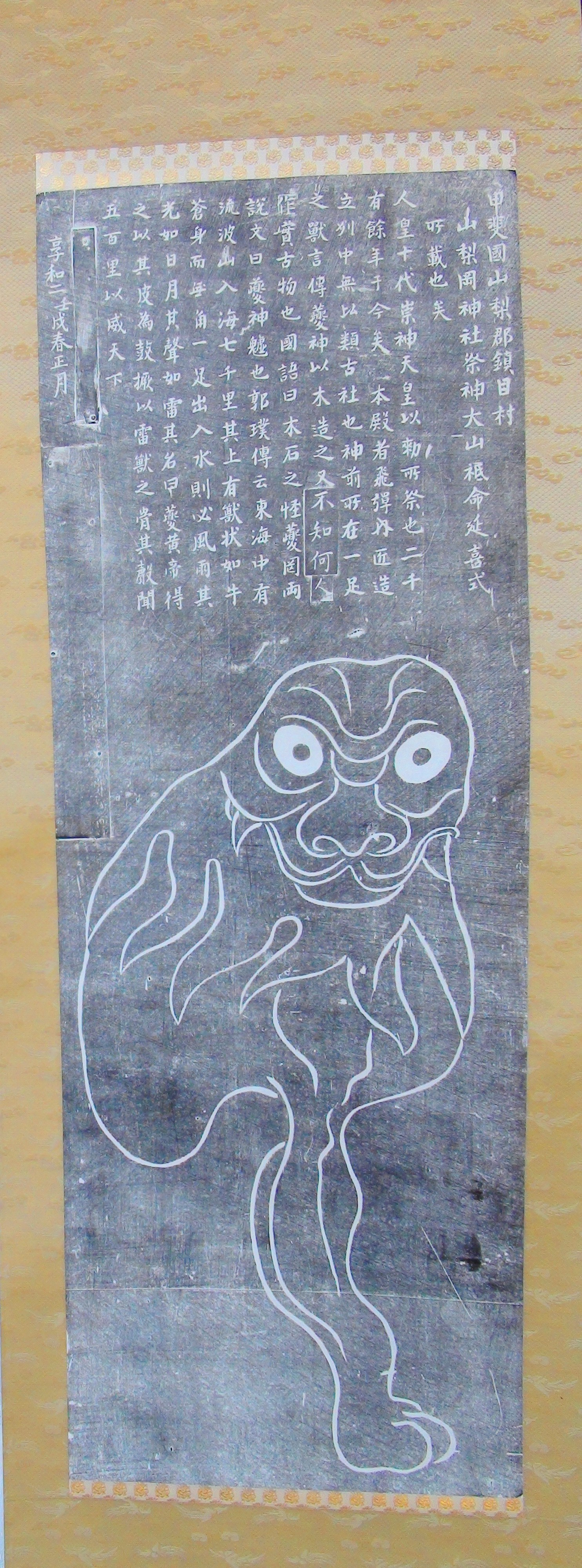
夔（き）ノ神の夔神真影。享和二年春正月の記述が見られる。（2011年4月4日撮影）

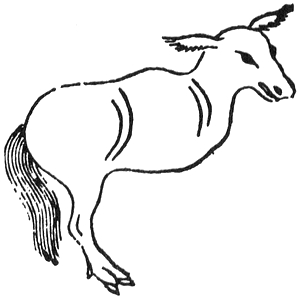
山海経より「夔（き）」

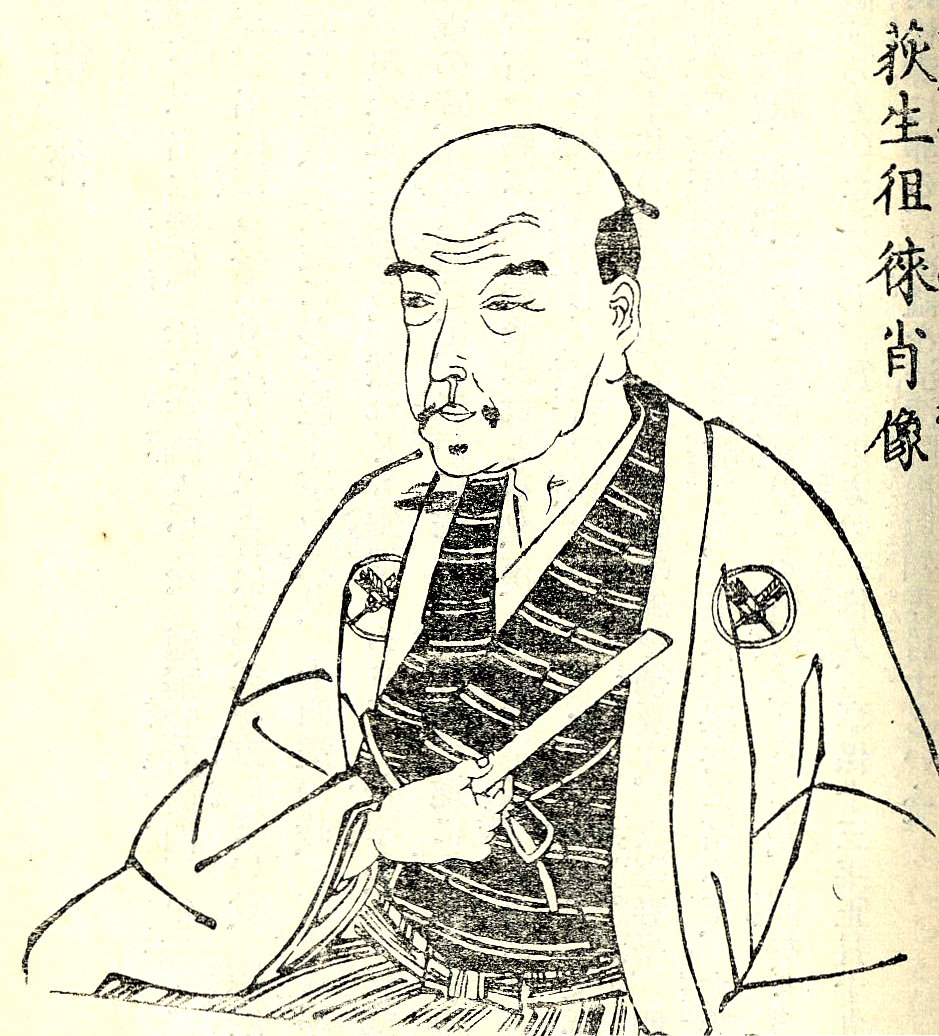
荻生徂徠

山梨岡神社の本殿前には「夔（き）ノ神」と呼ばれる神像が祀られている。笛吹市指定文化財（彫刻）。慶応2年『夔神（きのかみ）来由記』（山梨県立博物館所蔵）に拠れば、神像の年代や来歴は不明であるが、記録資料の年代から宝永3年（1706年）以前に想定される（後述）。
飛騨の匠の作と伝え、高さ66センチメートル程度。中国古代の地理書『山海経』に登場する「夔」と呼ばれる牙や鬣を持つ独足の奇獣像で、魔除け・雷避けとしての信仰を受けている。普段拝することはできないが、古くは10年に一度、現在では7年に一度の例祭日に開扉が行われている。
文献資料においては宝永3年（1706年）の荻生徂徠（おぎゅう そらい）『峡中紀行』において見られる。荻生徂徠は甲府藩主・柳沢吉保家臣の儒学者で、吉保の命により甲州を遊歴し、山梨岡神社を訪れた時点では、神主も神像の由来を知らなかったという。また明治19年（1886年）には甲府に滞在した牧師・民俗研究者である山中共古『甲斐の落葉』においても言及され、共古はもとは狛犬であった像が夔神と結びつき、雷避けとしての信仰を集めたものと推測している。
『来由記』に拠れば寛政年間（18世紀末）には幕府勘定方・安田定一郎が川検分に際して当神社を詣で、享和2年（1802年）には徳川将軍家から夔神真影を差し出すことが命じられている。この際には数百枚の夔神真影が写され、大奥や御三家、旗本らに差し出された。また、江戸後期には災害や飢饉などの社会不穏から妖怪に対する関心が高まり、一般大衆に及ぶ夔神信仰が興隆したという。また、由緒書も流布し霊験譚も広まり、武田家滅亡に際して織田軍勢に厄災をもたらした逸話なども広まっている。
夔神信仰の最盛期は真影版木の摩耗状態から上記享和頃と推定されており、近代には大正期の掛軸が見られ、現在でも神札が配られている。
山梨岡神社は山の神や水・雨の神、雷の神など自然神を祀る神社であるが、夔神信仰が広まった背景には自然に対する民間信仰の存在が指摘されている。山梨県では山の神に対する信仰が広く存在し、雨乞い習俗、雷信仰も見られる。また、山梨県で一般的な道祖神信仰においても、道切り行事として大草鞋を飾る風習のあることからも、山の神としては一本脚の姿が一般的に観念されやすいものであったと考えられている。

## 社殿

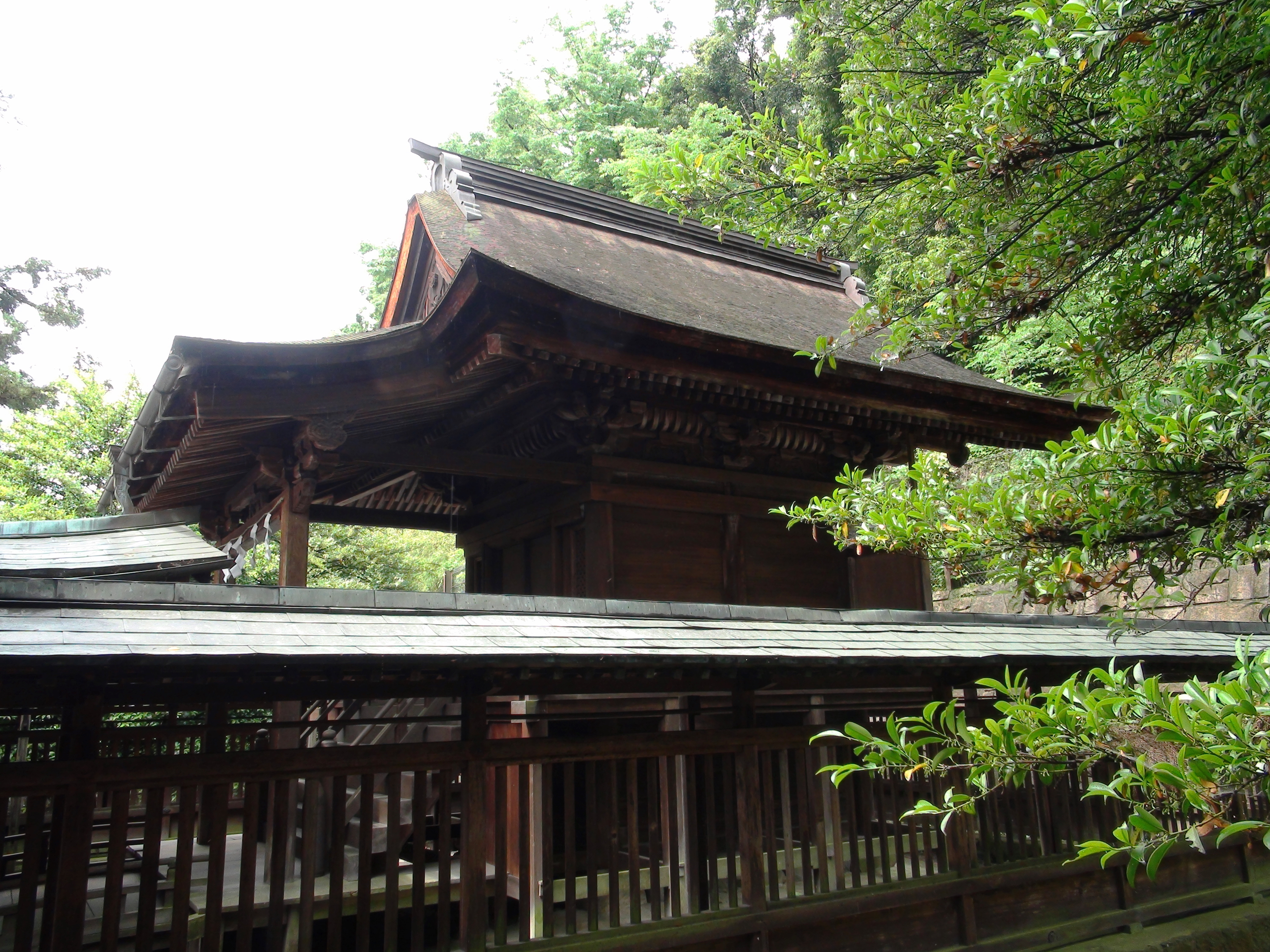
本殿（2010年6月撮影）

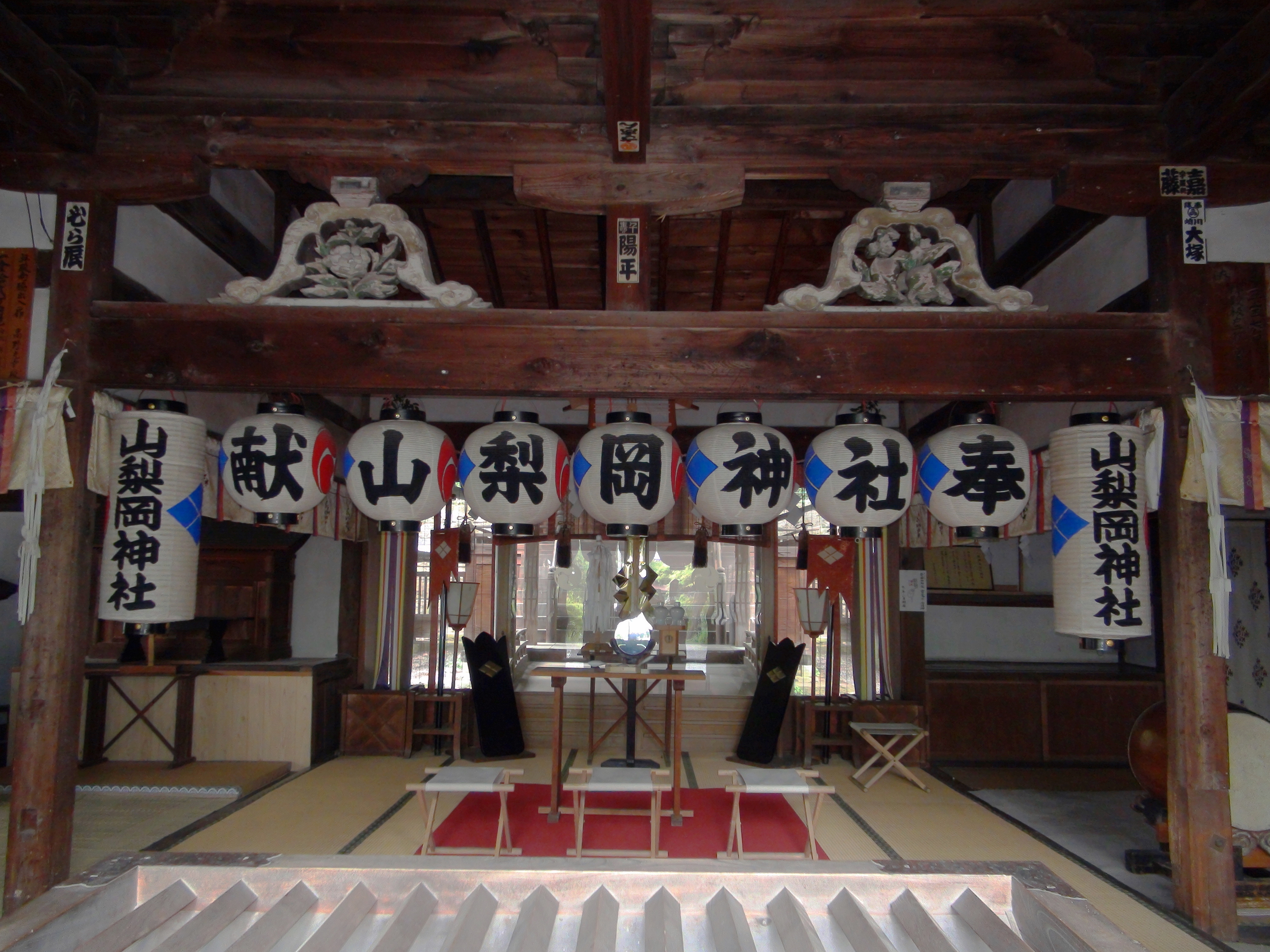
拝殿内（2010年6月撮影）

本殿は飛騨の匠の手になるものとも武田氏お抱えの番匠によるものとも伝え、不詳であるもののその構造様式から室町時代末期の建立と推定されている。屋根は杮葺で、梁間正面1間・背面2間、桁行2間の一間社春日造。身舎（もや）正面の柱上に隅木を入れる「隅木入春日造」で、正面には片流れの向拝（こうはい）を付ける。規模が大きく、全体的に変化に富む技法と蟇股（かえるまた）の絵様彫刻などの細部の意匠に新しい表現を目指した建立当時の時代の特質が認められる。1907年（明治40年）8月28日に古社寺保存法に基づく特別保護建造物に指定され、1950年（昭和25年）の文化財保護法施行により国の重要文化財となっている。なお、『王代記』享禄元年（1528年）9月7・8日条に垂木から血が流れたという神異が記されるが、現本殿との関係は不明。
拝殿は桁行5間梁間4間の入母屋造平入。屋根は桟瓦葺（当初は茅葺）。元禄15年（1702年）の建立で仏堂を想起させる雰囲気を有し、未指定であるが県下近世の拝殿建築様式を知る上での貴重な遺構とされる。
その他神楽殿などがある。

## 摂末社
摂社吾妻屋（あづまや）宮
山梨岡神社（以下、本社と記す）の北方約1km、北山の中腹に鎮座し、日本武尊と弟橘姫命を祀る。社伝によれば、日本武尊が東征の折に当地の山路で休息したことに因み、その旧跡を「四阿山（あづまやさん）権現」と称して尊を祀ったのに創まるというが、本社の古社地（日光山高千穂の峰）であるとの伝えもあり（『社記』）、また、式内社の「甲斐奈神社」に比定する説もある。天明年間（1781年 - 1789年）に著された加賀美遠清の『甲陽随筆』には、かつての山梨郡の惣社であったとの伝えを記し、嘉永4年（1851年）の『甲斐叢記』には甲斐国の総社で国に大事・変災が生じると勅使が差遣されたとの伝えを主張するが、事実であったとしてもかなり早い時期に本社の摂社とされたようである。天正11年の家康の朱印状で、本社とは別に国衙、鎮目、万力などの諸郷 から1貫300文が「甲州四阿山領」として安堵されている。慶長8年（1603年）の徳川四奉行黒印状にも「四阿山権現」と見え、1石余りの神領が寄進されているが（『社記』）、慶安元年9月には1石余りを朱印地とするとともに、山林竹木などの諸役免除が認められている。1989年（平成元年）に火災で全焼したが、1992年（平成4年）に再建された。なおこの時の火災で、植物学上貴重な木として春日居町の天然記念物に指定されていた神木の杉も焼失した（焼失段階での推定樹齢は350年）。
その他本社境内に、天王宮と重大夫稲荷社の末社2社がある。

## 文化財

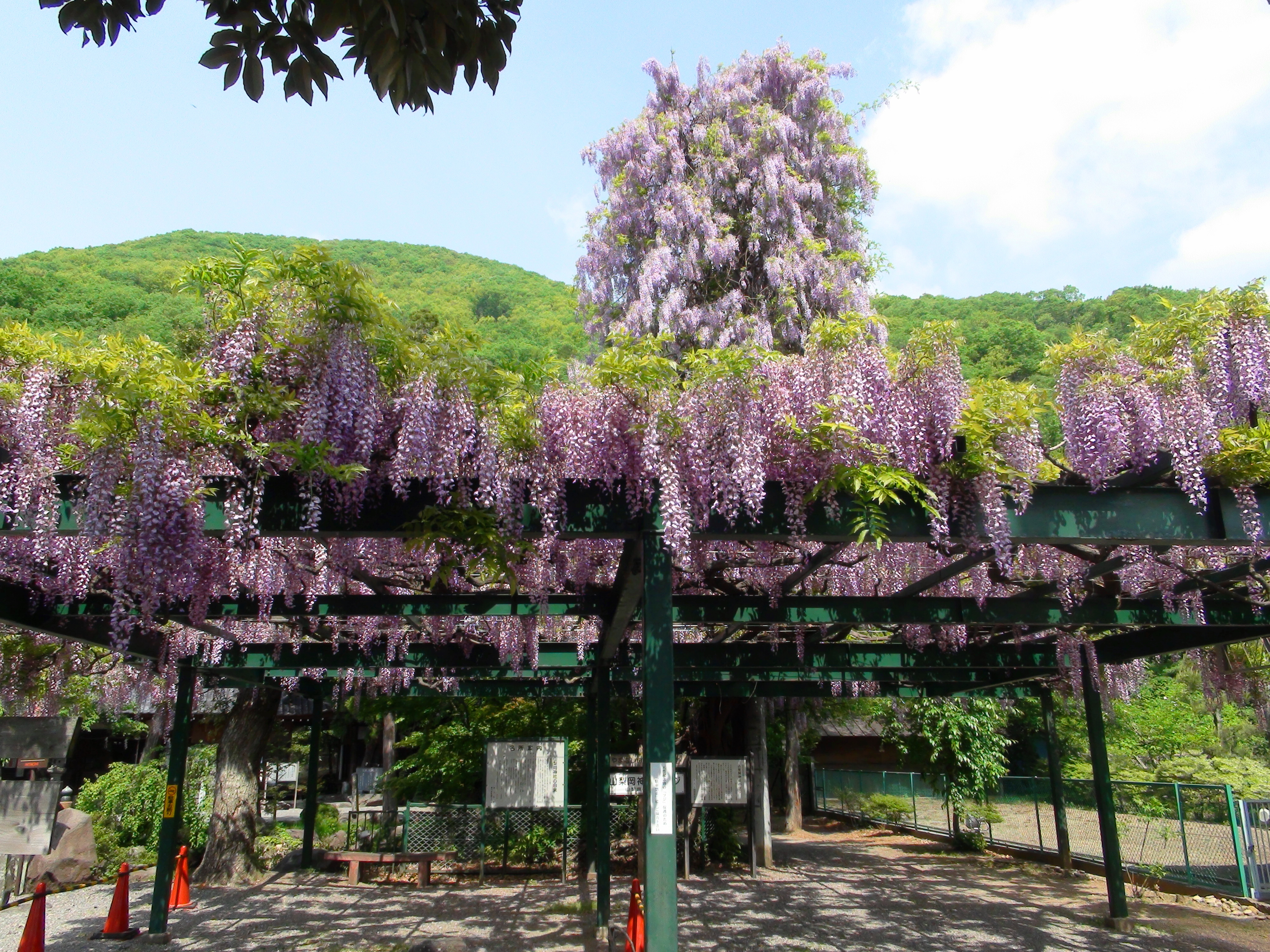
市天然記念物のフジ（2011年5月6日撮影）

### 重要文化財（国指定）
- 本殿 棟札2枚（嘉永7年（1854年）と文久2年（1862年）のもの）が1962年（昭和37年）6月21日付けで重要文化財の附（つけたり）として追加指定されている。

### 山梨県指定無形民俗文化財
- 太々神楽

### 笛吹市指定文化財
括弧内は分類と指定年月日
- 夔ノ神（有形文化財（彫刻））
- フジ（天然記念物。1980年（昭和55年）4月1日）

### その他
『国志』に武田晴信の禁制や書状をはじめ7通の古文書を収録しているが、5点は所在不明、3点は東京大学史料編纂所の影写本で確認されている。